# Rida al-Rikabi
Ali Rida Pasha al-Rikabi (en arabe: رضا باشا الركابي) a été premier ministre de la Syrie, puis ultérieurement premier ministre de la Jordanie.

## Biographie

### Période ottomane
Issu d'une famille damascène, Rida al-Rikabi intègre le Collège militaire d'Istanbul, où il étudie le génie militaire et obtient son diplôme avec le grade de major. Il est nommé commandant militaire et vice-gouverneur ottoman à Jérusalem. Après la révolution des Jeunes-Turcs en 1908, il est nommé Chef du Service spécial à Istanbul. Il occupe ensuite différentes fonctions : à Médine où il est promu major général, puis en Irak comme commandant militaire à Bagdad et gouverneur de Bassora. À la veille de la Première Guerre mondiale, il est écarté en raison de ses réticences à entrer en guerre aux côtés de l'Allemagne.
Djemal Pacha conscient de sa valeur militaire le nomme maire de Damas avec mission d'assurer la défense de la ville tout en le gardant sous surveillance étroite. Il accepte la fonction pour écarter les soupçons tout en militant aux premières organisations secrètes du nationalisme arabe sous domination ottomane, à savoir The Young Arab Society et The Covenant Society.

### En Syrie
Après la révolte arabe de 1916 et la défaite ottomane par l'armée britannique, l'armée arabe entre à Damas le 1er octobre 1918. Rida al-Rikabi est nommé par Fayçal, fils du roi Hussein, gouverneur militaire et premier ministre de la Syrie. La France n'accepte pas cet État autoproclamé et, à partir de sa base du Liban, l'armée française, sous le commandement du général Gouraud, vainc la petite force syrienne à Mayssaloun le 25 juillet 1920, entre à Damas et assure le mandat français sur la Syrie et le Liban. Le roi Fayçal doit quitter la Syrie immédiatement.

### En Jordanie
Rida al-Rikabi s'exile en Égypte, puis à La Mecque où le roi Hussein lui demande d'aider son second fils Abdallah dans l'administration de la Principauté de Transjordanie, nouvellement formée sous le mandat britannique.
À Amman, le Prince Abdallah demande à Rida al-Rikabi de former son premier cabinet jordanien mars 1922. En octobre de la même année, il accompagne le prince à Londres pour négocier le traité entre la Grande-Bretagne et la Jordanie. Alors que le Prince a rejoint son pays, al-Rikabi réussit à obtenir l'accord de la Grande-Bretagne sur l'indépendance parlementaire de l'État en excluant la Jordanie de la Déclaration Balfour (par lequel la Grande-Bretagne s'était engagé à créer un État juif en Palestine). À son retour le prince Abdullah opposé à certains termes de l'accord oblige al-Rikabi à démissionner le 1er février 1923.
Le 3 mars 1924, le prince Abdallah demande à Rida al-Rikabi de former un nouveau cabinet jordanien, cette fois sur les conseils de son frère le roi Fayçal d'Irak. Au cours de son second mandat al-Rikabi en tant que Premier ministre de Jordanie, soutient secrètement la révolte syrienne contre la domination française. Après l'écrasement de celle-ci, il démissionne le 26 juillet 1926.

### Retour en Syrie et dernières années
Al-Rikabi quitte la Jordanie et vit en simple citoyen quelques années à Jérusalem puis à Haïfa, les Français lui interdisant l'entrée en Syrie. De retour en 1932, il se présente sans succès à l'élection présidentielle de Syrie. Il passe ses dernières années en citoyen et meurt le 25 mai 1942.